# Divisões administrativas dos Estados Federados da Micronésia
Abaixo estão as Divisões administrativas dos Estados Federados da Micronésia.

## Estados
| Bandeira | Estado  | Capital | Área de terra | População | Densidade populacional |
| -------- | ------- | ------- | ------------- | --------- | ---------------------- |
| Chuuk    | Chuuk   | Weno    | 127 km²       | 53.595    | 420 por km²            |
| Kosrae   | Kosrae  | Tofol   | 110 km²       | 7.686     | 70 por km²             |
| Pohnpei  | Pohnpei | Kolonia | 346 km²       | 34.486    | 100 por km²            |
| Yap      | Yap     | Colonia | 118 km²       | 11.241    | 95 por km²             |

## Cidades
- Colonia, Yap
- Kolonia
- Lelu
- Palikir - Capital Nacional
- Tol
- Weno

## Municípios

### Estado deChuuk
- Dublon (Tonowas)
- Eot
- Eot
- Fala-Beguets
- Fananu
- Fefan
- Kutu
- Losap
- Lukunor
- Magur
- Moch
- Moen
- Murilo
- Nama
- Namoluk
- Nomwin
- Onari
- Oneop
- Ono
- Param
- Pis-Losap
- Pisaras
- Pulap
- Pulusuk
- Puluwat
- Romanum
- Ruo
- Satawan
- Ta
- Tamatam
- Tol
- Tsis
- Udot
- Ulul
- Uman

### Estado deKosrae
- Lelu
- Malem
- Tafunsak
- Utwa
- Walung

### Estado dePohnpei
- Kapingamarangi
- Kitti
- Kolonia
- Madolenihmw
- Mokil
- Nett
- Ngatik
- Nukuoro
- Oroluk
- Pingelap
- Sokehs
- Uh

### Estado deYap
- Dalipebinau
- Eauripik
- Elato
- Fais
- Fanif
- Faraulep
- Gaferut Island
- Gagil
- Gilman
- Ifalik
- Kanifay
- Lamotrek
- Map
- Ngulu
- Pikelot
- Rull
- Rumung
- Satawal
- Sorol
- Tomil
- Ulithi
- Weloy
- Woleai